# 邪惡世界信念
險惡世界症候群（Mean world syndrome)，是喬治·葛本納創造的一個術語，用來描述一種現象，意旨電視重度收視者想像的世界，很可能會比真實世界更加危險可怕。嚴重的話還會降低對他人的信任程度，認為整個世界是充滿邪惡的。是涵化理論的主要結論之一。
觀眾在觀看電視時形成的傾向性觀點，圖像和態度的數量將直接影響觀眾如何看待現實世界。人類反映和參考影響他們自己現實生活的最常見的圖像或經常性消息。